# Conus kermadecensis
Conus kermadecensis é uma espécie de gastrópode do gênero Conus, pertencente a família Conidae.